# زابردی
زابردی (به چکی: Zábrdí) یک منطقهٔ مسکونی در جمهوری چک است که در شهرستان پراخاتیتسه واقع شده‌است. زابردی ۴٫۸۹ کیلومتر مربع مساحت و ۵۳ نفر جمعیت دارد و ۶۴۲ متر بالاتر از سطح دریا واقع شده‌است.